# Kuruzzenschanze

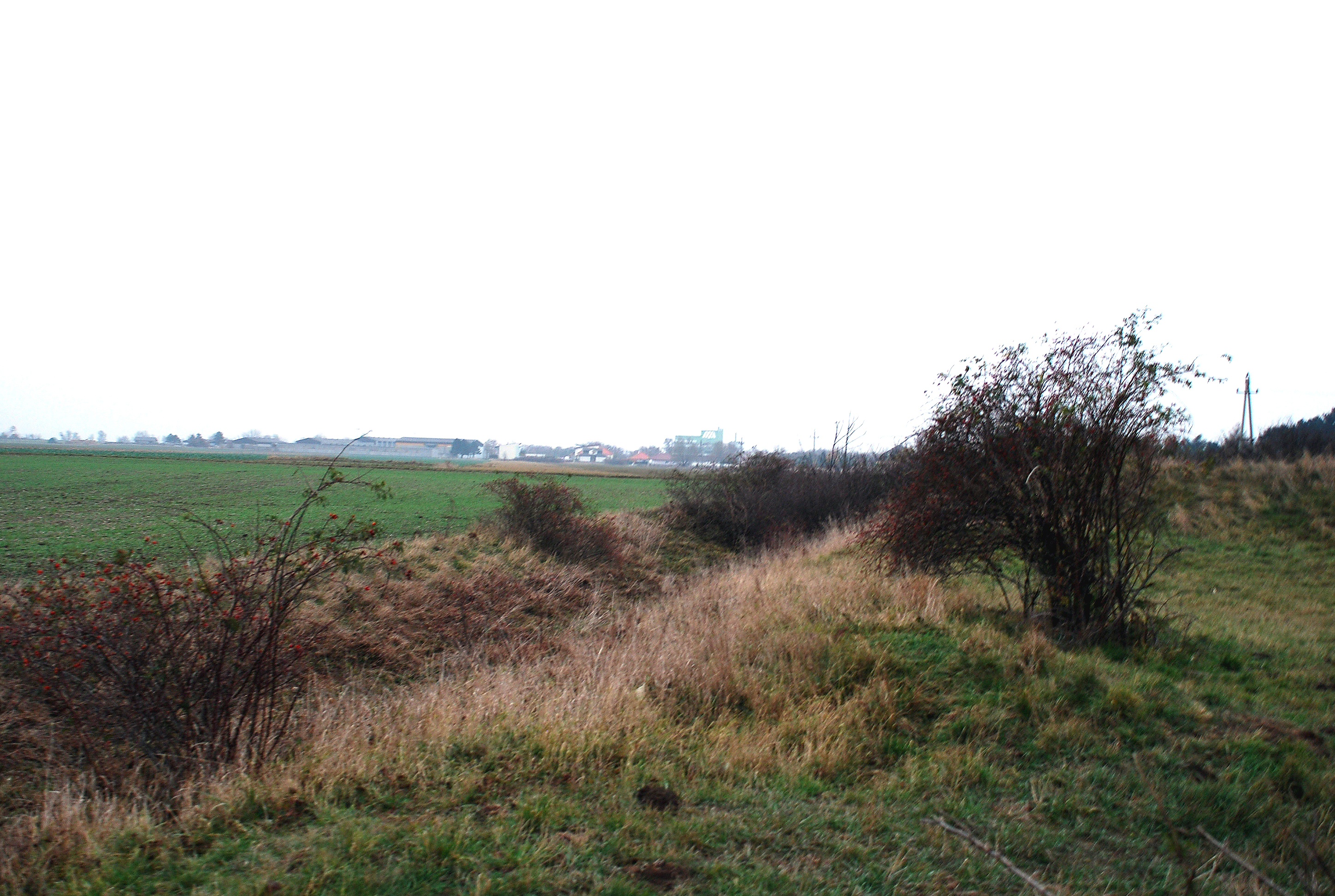
Graben des Kuruzzenwalls bei Parndorf

Die Kuruzzenschanze (auch: Alte Schanze oder Türkenschanze) ist eine ehemalige militärische Befestigungslinie, die zwischen 1703 und 1711 während des antihabsburgischen Aufstandes unter Franz Rákóczi gegen dessen Truppen, die Kuruzzen, errichtet wurde. Der am besten erhaltene Abschnitt von der Donau bei Petronell über Parndorf bis Neusiedl am See ist ungefähr 18 km lang, insgesamt hätte sich die Anlage (im nie erreichten Endausbau, samt Verzweigungen) über etwa zweihundert Kilometer erstreckt.
Zur gleichen Zeit entstand in Wien der Linienwall, der ebenso Angriffe der Türken und Kuruzzen abwehren sollte. An ihm konnte am 11. Juni 1704 ein Angriff der Kuruzzen abgewehrt werden.

## Verlauf
Die Befestigungsanlage sollte die Grenze gegen Ungarn mit einer zusammenhängenden Defensionslinie schützen. Sie war Teil einer Verteidigungslinie, die von Göding in Mähren bis Radkersburg in der Südoststeiermark und weiter über Tschakathurn in das Gebiet zwischen Mur und Drau (Murinsel) reichen sollte, aber nie vollständig ausgebaut wurde. Ursprünglich war geplant, die Kuruzzenschanze bis nach Wiener Neustadt zu errichten. Ihr Verlauf ist in Landkarten aus Bezeichnungen wie Türkenschanze, Schanzbreiten, Alte Schanze usw. erkennbar, er bildet auch die östliche Begrenzung des großen Outlet Centers in Parndorf.
Nördlich der Donau ist der Verlauf der Schanze bei Zwerndorf bei Weiden an der March und südlich von Stillfried dokumentiert.
Der Verlauf der Schanze nördlich von Markthof im Marchfeld ist im Aufnahmeblatt der Landesaufnahme dokumentiert. In diesen Abschnitt der Schanze wurde 1707 der General-Feldmarschall-Lieutenant Graf von Löwenburg zur Sicherung und Verteidigung der Marchufer abgesandt.

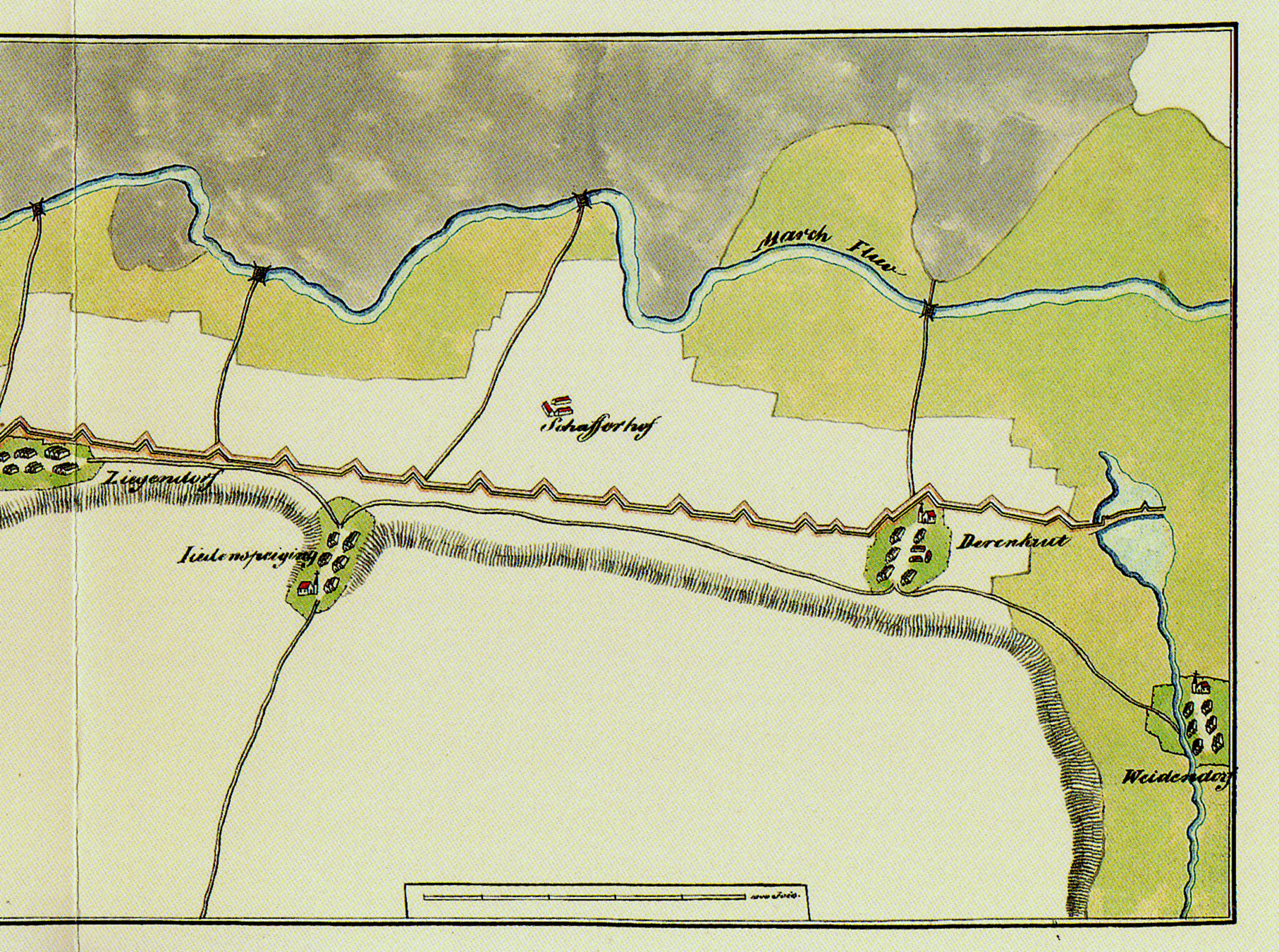
Der Verlauf der Schanze entlang der March bei Jedenspeigen

Der Osten der Steiermark war (im Vergleich zum nördlichen Burgenland) wegen des hügeligen Geländes durch umfangreiche Truppenbewegungen weniger gefährdet. Dort bestanden die Abschnitte der Verteidigungsanlage über manche Strecken nur aus Verhauen in den Flusstälern (z. B. im Raabtal, Feistritz- und Rittscheintal) und hölzernen Wachtürmen (Tschartaken). An der damaligen Grenze zwischen der Steiermark und Ungarn im Lafnitztal wurden je nach Lage des Geländes in Abständen von ungefähr einem bis drei Kilometern Tschartaken angelegt, um Warnschüsse und andere optische und akustische Nachrichten weiterzuleiten. Zwischen Radkersburg und Fehring bestanden um 1706 auf ca. 27 km Luftlinie 13 Tschartaken, zwischen Fehring und Fürstenfeld vom Raabtal zum Lafnitztal auf ca. 15 km Luftlinie 18 bis 19 Tschartaken. Neben dieser ersten Verteidigungslinie bestanden weitere Stellungen, so um das Stift Vorau oder auf den Pässen der Fischbacher Alpen (Pfaffensattel, Alpl oder Schanzsattel). Weiters wurden größere Orte bzw. Burgen (Güssing, Friedberg, Hartberg, Fürstenfeld, Radkersburg usw.) so befestigt, dass sie von den (im Allgemeinen nur leicht bewaffneten) Kuruzzen nicht erobert werden konnten. Wohl aber fiel nach der Niederlage Graf Rabattas bei Mogersdorf gegen die Kuruzzen das mit über 200 Feuerwaffen gut ausgestattete Schloss Hohenbrugg am 4. Juli 1704 kurzfristig in die Hand der Kuruzzen und wurde ausgeraubt.

## Bestandteile
Die Schanze bestand von Neusiedl am See bis an die Donau bei Petronell aus einem ca. 4,8 m breiten und 2,5 tiefen Graben, hinter dem ein ca. 2 m hoher Erdwall (die „Brustwehr“) verlief, der mit Palisaden, gemauerten Wachtürmen und kleinen Forts (Fleschen im Abstand einiger hundert Meter, zusätzlich einigen einfachen Redouten und Sternschanzen) versehen war. Sie wurde bis zum Ende des 18. Jahrhunderts zumindest in Teilen instand gehalten. Teile der Anlage sind im Bereich von Parndorf als Erdwall gut zu erkennen. Südlicher Endpunkt dieses Abschnittes war die am Tabor bei Neusiedl am See gelegene, heutige Tabor-Ruine, die vermutlich im 16. Jahrhundert als militärischer Spähturm gegen die Türken errichtet worden war. Die Reste der Kuruzzenschanze stehen weitgehend unter Denkmalschutz (in Parndorf als Alte Schanze, in Neusiedl am See als Neusiedler Schanze, für Fehring, Rohrau, Petronell-Carnuntum, Engelhartstetten, Marchegg und Weiden an der March siehe die Eintragung bei Bad Radkersburg).

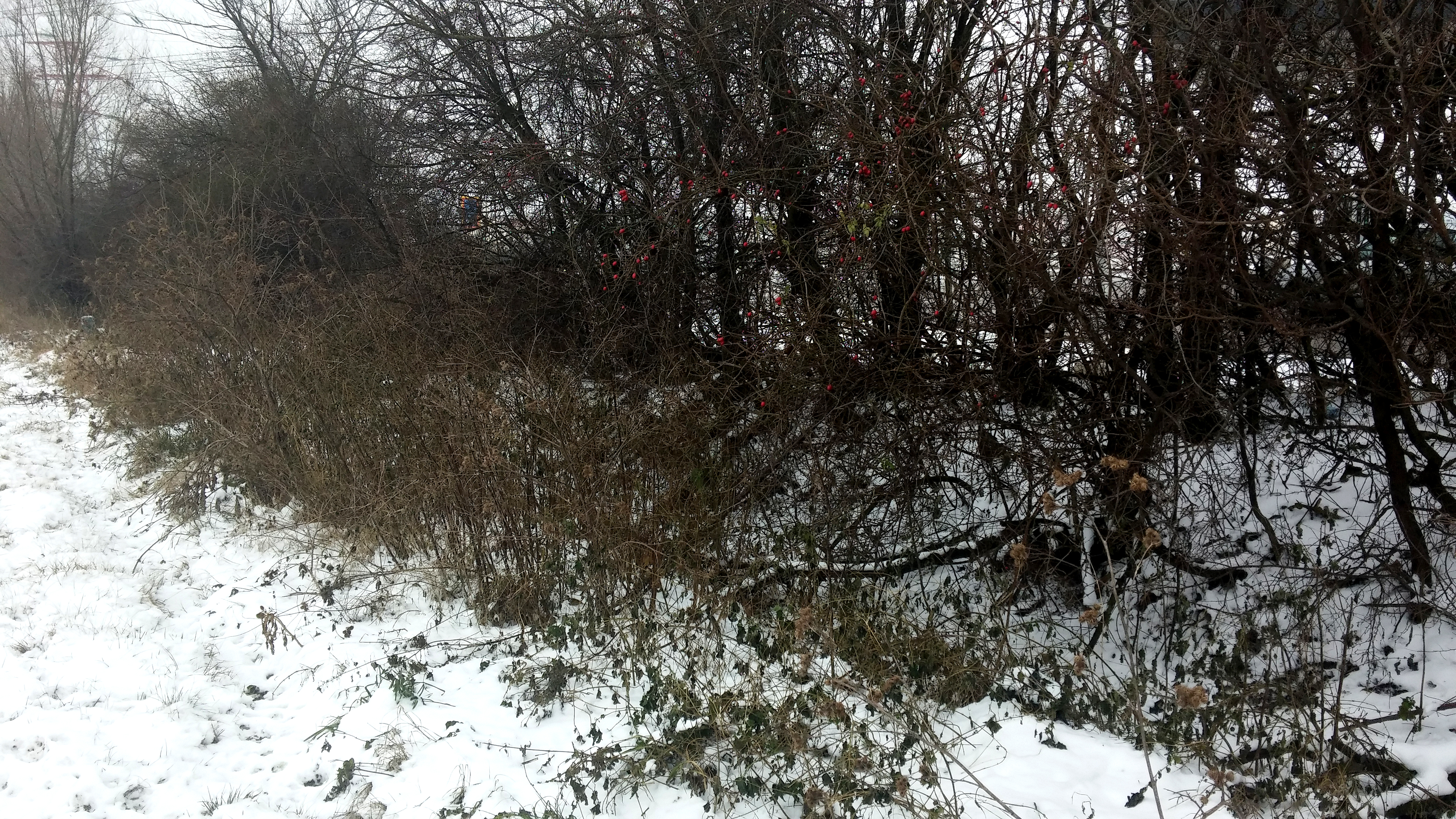
Kuruzzenwall im Osten des Outlet-Centers bei Parndorf

## Strategische Bedeutung
Die Kuruzzenschanze erfüllte ihre Ziele nur in geringem Maß, weil es nicht möglich war, sie mit ausgebildeten Verteidigern aus regulären Truppenteilen des Militärs zu besetzen. Wesentliche Teile der dafür notwendigen Streitkräfte waren bereits in Ungarn im Kampf gegen die Kuruzzen und durch die Nachwirkungen des Großen Türkenkrieges gebunden, aber auch im Spanischen Erbfolgekrieg eingesetzt. Stattdessen wurden Männer im wehrfähigen Alter in der Art einer Miliz nur kurz ausgebildet. Ihr Widerstand gegen Angriffe blieb gering, sodass die Schanzen (soweit sie überhaupt bereits fertig ausgebaut waren) nicht selten unbesetzt blieben, weil ihre Verteidiger geflohen waren. Dadurch war es den Streifscharen der Kuruzzen möglich, in den Jahren nach 1703 immer wieder auch größere Flüsse wie die March zu überwinden und im Gebiet westlich davon auf wenig bis keine Gegenwehr zu stoßen. Am intensivsten wurden z. B. in Niederösterreich die Überfälle im Jahr 1706, wo am 17. Oktober 1706 der Ort Zistersdorf niedergebrannt wurde. Bei diesem Überfall wurden ungefähr 400 Tote gezählt.
Das österreichische Bundesheer ließ nach dem Ungarnaufstand 1956 parallel zum Kuruzzenwall eine Kette von Bunkeranlagen errichten, die als nach dem damaligen Verteidigungsminister Karl Schleinzer als „Schleinzer-Wall“ bekannt wurde. Diese Anlage wurde nach dem Fall des Eisernen Vorhangs demilitarisiert, weitgehend abgebaut und verkauft. Sie liegt westlich in der Nähe des Kuruzzenwalls, hat aber mit ihm nichts zu tun.

## Galerie

Die Alte Schanze (links) von Petronell nach Süden
Verlauf der Schanze im Norden von Parndorf
Die Schanze zwischen Parndorf und Neusiedl
Verlauf der Kuruzzenschanze nördlich von Markthof (Bildmitte) am Westufer der March.